# Elbistan (district)
Elbistan (Koerdisch: Albistan; Arabisch: البستان) ligt in de provincie Kahramanmaraş, in Turkije. Het district telt 141.534 inwoners (2019) en het heeft een oppervlakte van 2.319 km² (bevolkingsdichtheid: 64 inw/km²). Daarmee is het na Kahramanmaraş zelf het grootste district van de provincie. In de stad Elbistan woonden 103.456 personen. 

## Bevolking
Het district wordt grotendeels bewoond door soennitische Turken en alevitische Koerden, maar er zijn ook enkele soennitische Koerdische dorpen. In 1935 woonden er 65.765 inwoners in het district Elbistan, waarvan 6.365 in de stad Elbistan en 59.400 in dorpen op het omringende platteland. Daarna groeide de bevolking langzaam, totdat er in 1944 een provinciale herindeling plaatsvond en het inwoneraantal daardoor afnam. In 1945 woonden er 51.911 personen in het district Elbistan, waarvan 6.655 in de stad Elbistan en 45.256 personen in dorpen op het platteland. In de jaren zestig en zeventig van de twintigste eeuw emigreerden veel inwoners van Elbistan naar West-Europa als gastarbeiders of politieke vluchtelingen. In 1985 bereikte het inwoneraantal van het district Elbistan een maximum met 147.631 inwoners. Vanwege de toenemende urbanisatie en de gezinsherenigingen van gastarbeiders nam de plattelandsbevolking van Elbistan drastisch af: in 1990 woonde al bijna de helft van de bevolking in de stad Elbistan. Sindsdien blijft het inwoneraantal op het platteland afnemen, terwijl de stedelijke bevolking jaarlijks toeneemt. In december 2019 woonden er 141.534 personen in het district Elbistan, waarvan 103.456 in de gelijknamige stad en 38.078 personen in dorpen op het platteland.
De grootste plaats in het district Elbistan, exclusief de stad Elbistan zelf, is het dorp Demircilik met 1.212 inwoners in 2019. Ongeveer 3.500 mensen uit dit dorp zijn nu de tweede generatie immigranten in West-Europa of in grotere steden in Turkije, zoals Istanboel of Ankara.
Afşin · Andırın · Çağlayancerit · Ekinözü · Elbistan · Kahramanmaraş · Göksun · Nurhak · Pazarcık · Türkoğlu